# Pyrrhopyge haemon
Espèce
Pyrrhopyge haemon est une espèce de lépidoptères (papillons) de la famille des Hesperiidae, de la sous-famille des Pyrginae, de la tribu des Pyrrhopygini et du genre Pyrrhopyge.

## Dénomination
Pyrrhopyge haemon a été nommé par Frederick DuCane Godman et Osbert Salvin en 1893.

### Nom vernaculaire
Pyrrhopyge haemon se nomme Tawny-rimmed Skipper en anglais.

## Description
Pyrrhopyge haemon est un papillon d'une envergure d'environ 51 mm au corps trapu noir, avec la tête et l'extrémité de l'abdomen rouge. 
Les ailes sont de couleur noire à reflets vert métallisé avec une frange orange et une bordure marginale orange, fine aux ailes antérieures, large aux ailes postérieures.
Le revers est semblable.

## Écologie et distribution
Pyrrhopyge haemon est présent au Costa Rica.

### Protection
Pas de statut de protection particulier.